# Favechamps (Liège)
Pour les articles homonymes, voir Favechamps (homonymie).
Favechamps est un sentier et la seule voirie du site classé de Favechamps dans le quartier de Pierreuse à Liège.

## Toponymie
Favechamps signifie, en ancien français, « champs de fèves ». Son nom est éponyme de l'endroit qu'il traverse.

## Situation et topographie
C'est un sentier, long de 610 mètres, large de 1,5 à 4 mètres qui à son tenant rue Pierreuse (ferme de la Vache) et son aboutissant chemin de la Citadelle après une pente montante d'un dénivelé de 45 mètres. Il longe, au sud et à l'ouest, une zone champêtre où, à cinq cents mètres du cœur historique de la Cité de Liège — la place Saint-Lambert —, on peut y voir brouter des vaches, des chèvres et des ânes. Dans sa partie supérieure, il offre un point de vue insolite — à la fois rural et urbain — sur la ville.

## Lieux d'intérêt
- ferme dite de la Vache dont les façades, la toiture et le cloître sont classés, depuis le 11 septembre 1981, au patrimoine de la Région wallonne[1],
- site de Favechamps dont le verger de hautes tiges et le terrain boisé sont classés, depuis le 12 avril 1999, au patrimoine de la Région wallonne[2],
- panorama urbain dans sa partie supérieure.

## Voiries adjacentes
Au départ de la rue Pierreuse vers le chemin de la Citadelle :
- escalier des Capucins,
- parc de stationnement de la clinique du Péri.